# Djurgårdsstationen

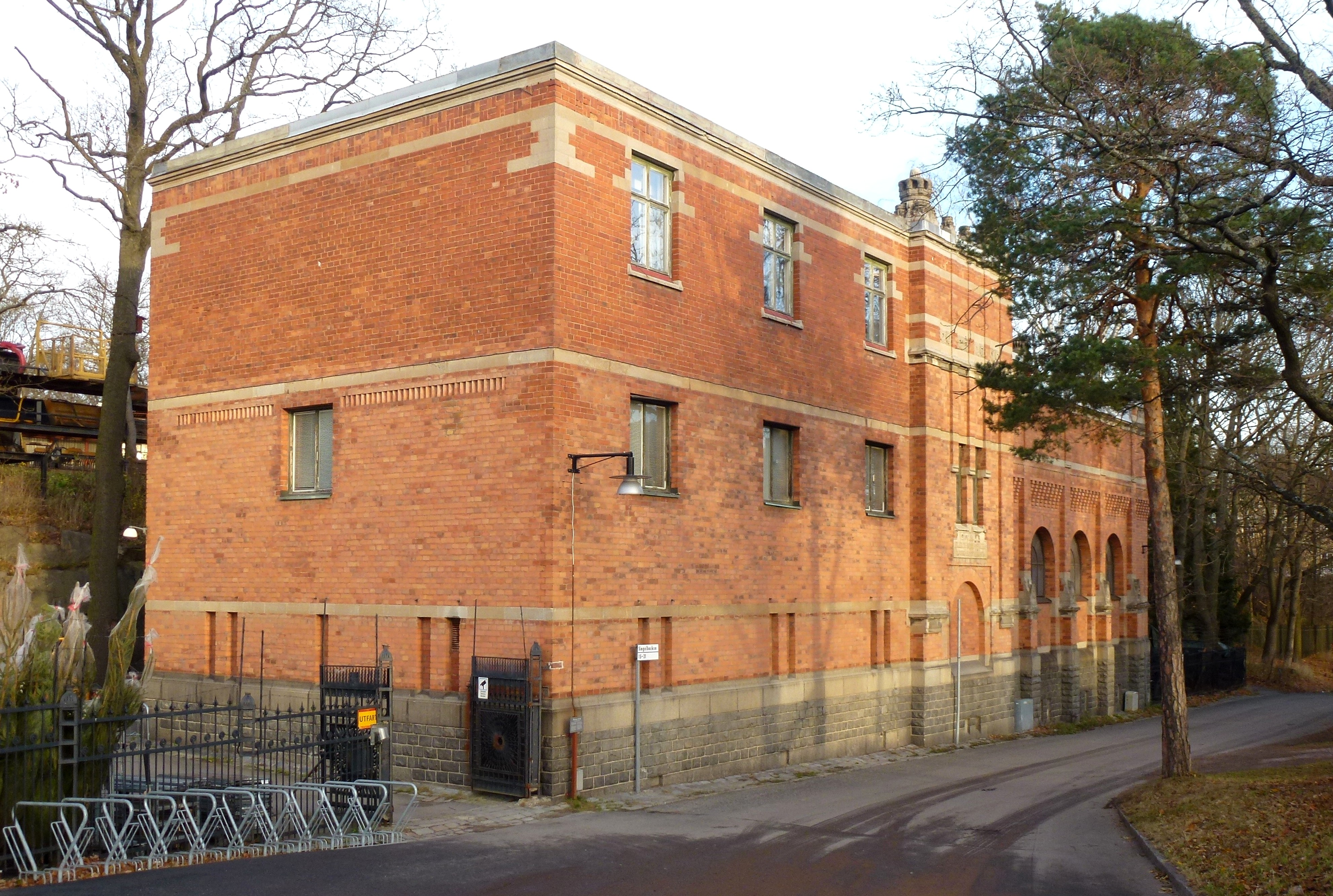
Djurgårdsstationen i november 2012.

Djurgårdsstationen var ursprungligen en omformarstation för Stockholms elektricitetsverk. Den före detta Stationen ligger på Singelbacken 15, Södra Djurgården i Stockholm och togs i drift 1906. Arkitekt för Djurgårdsstationen var Ferdinand Boberg. Byggnaden finns fortfarande bevarad och ägs av Skansen som nyttjar det för kontor och lager. Enligt en byggnadsinventering som Stadsmuseet i Stockholm utförde 1979 är Djurgårdsstationen "industri- och arkitekturhistoriskt intressant". Byggnaden är blåklassat av Stadsmuseet, vilket innebär att bebyggelsens kulturhistoriska värde av stadsmuseet anses motsvara fordringarna för byggnadsminnen i Kulturmiljölagen.

## Bakgrund

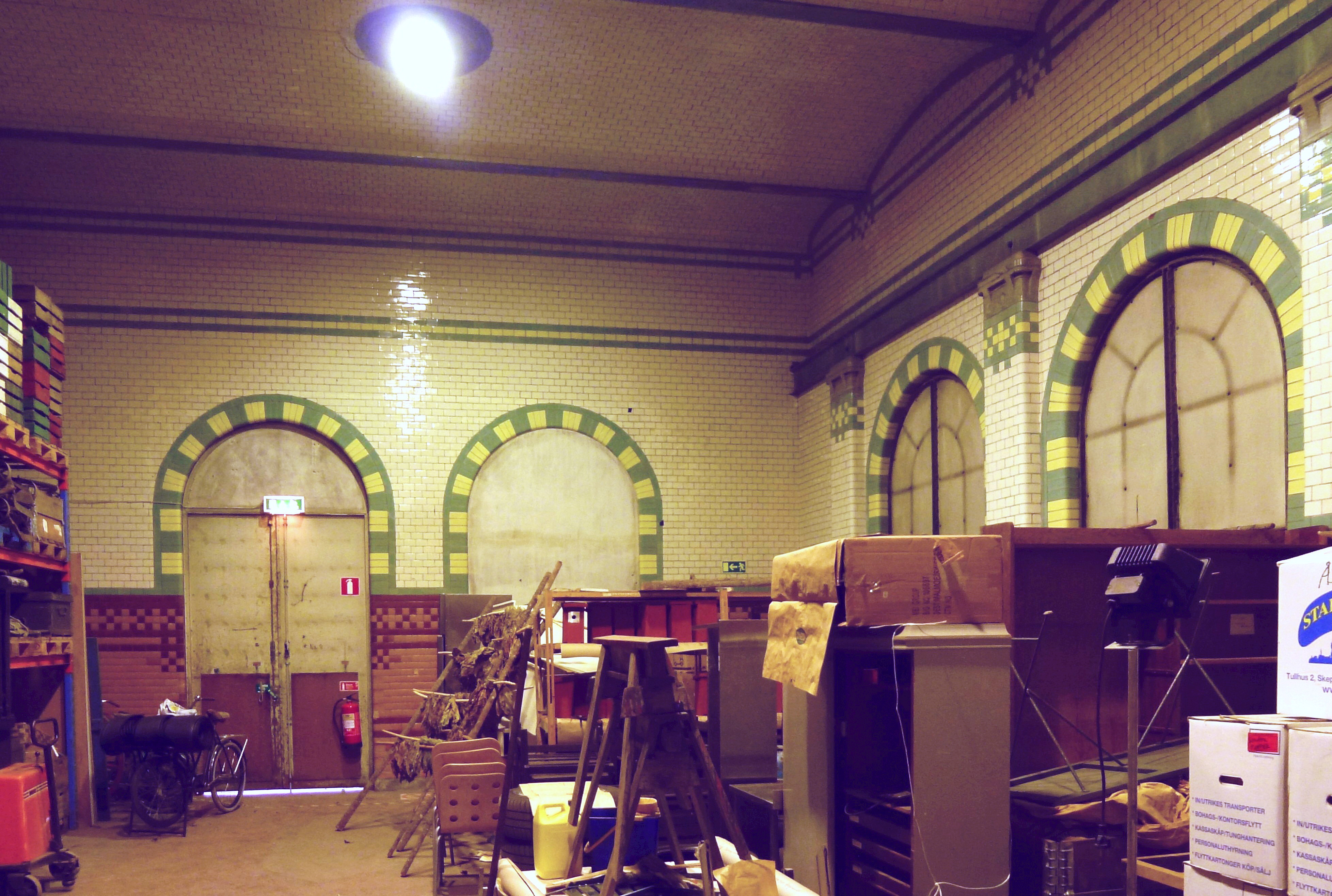
Djurgårdsstationens maskinhall.

När Värtaelverket invigdes 1903 blev Djurgårdsstationen på Djurgården en av flera understationer där den i Värtaverket producerade växelströmmen omvandlades till likström, som var den vanliga distributionsformen vid denna tid. Djurgårdsstationen skulle försörja Södra Djurgården med elkraft. Liknande stationer fanns på Norrmalm (Tulestationen), på Södermalm (Katarinastationen) och på Kungsholmen (Kronobergsstationen). För att minimera ledningsförluster låg understationerna alltid nära förbrukarna.

## Djurgårdsstationen
Djurgårdsstationen var den minsta stationen och togs i drift den 6 november 1906. Byggnaden är fristående och uppfört i rött tegel. Boberg gav den en borgliknande karaktär med kraftig granitsockel. Östra delen av huset består av maskinhallen i ett plan och västra delen är i tre våningar, ursprungligen innehållande kontor och verkstäder. Fasaderna är mera utsmyckade och påkostade än exempelvis Katarinastationen och Kronobergsstationen. Här finns listverk i sandsten och pilaster i tegel som avslutas med skulpterade urnor och kronor ovanför taket. Många sandstensdetaljer återger elektriska kablar och glödlampor. Maskinhallen belystes med dagsljus genom höga välvda fönster. 
Maskinhallen är väl bevarad, väggar och tak är klädda med vitt och grönt mönstersatt kakel, bröstningen består av rött och brunt kakel. Till och med traversen finns alltjämt kvar (2012). Maskinhallen nyttjas numera som förråd av intilliggande Skansen. Mot Singelbacken är fastigheten inhägnad av ett smidesstaket med rik dekorerade grindar och stolpar, även de är ritade av Boberg och innehåller motiv som anknyter till elektricitet.

## Bilder

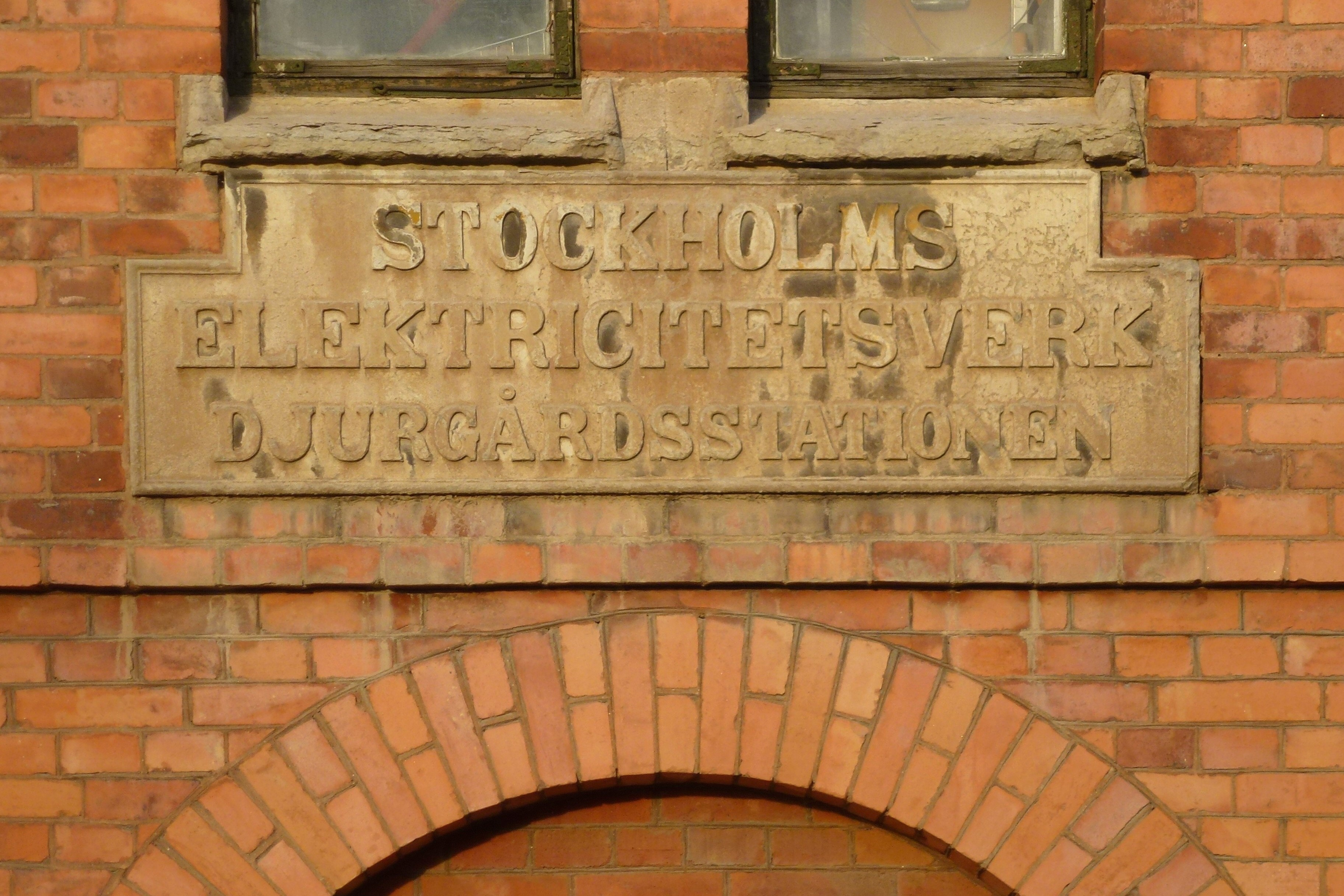
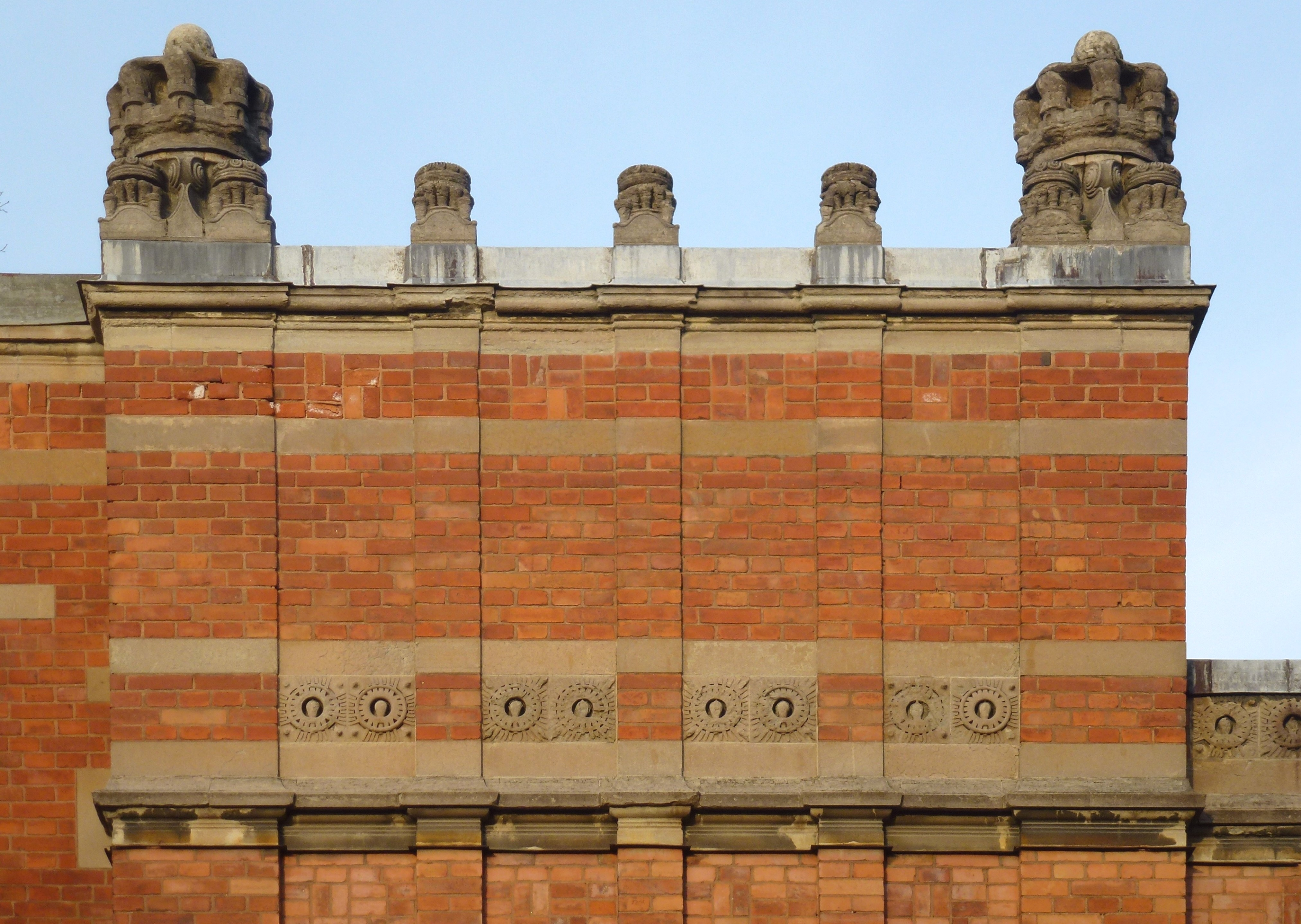
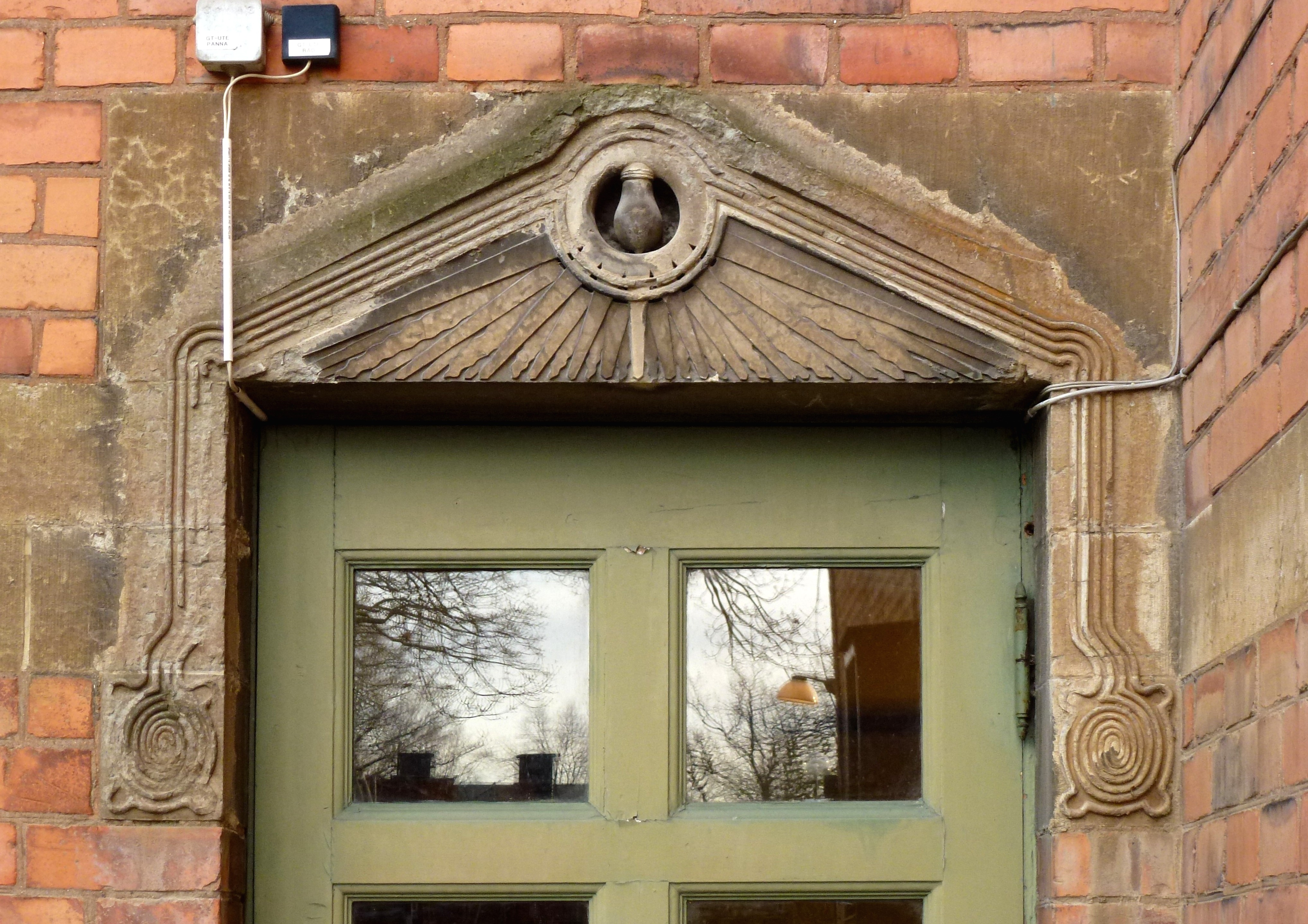
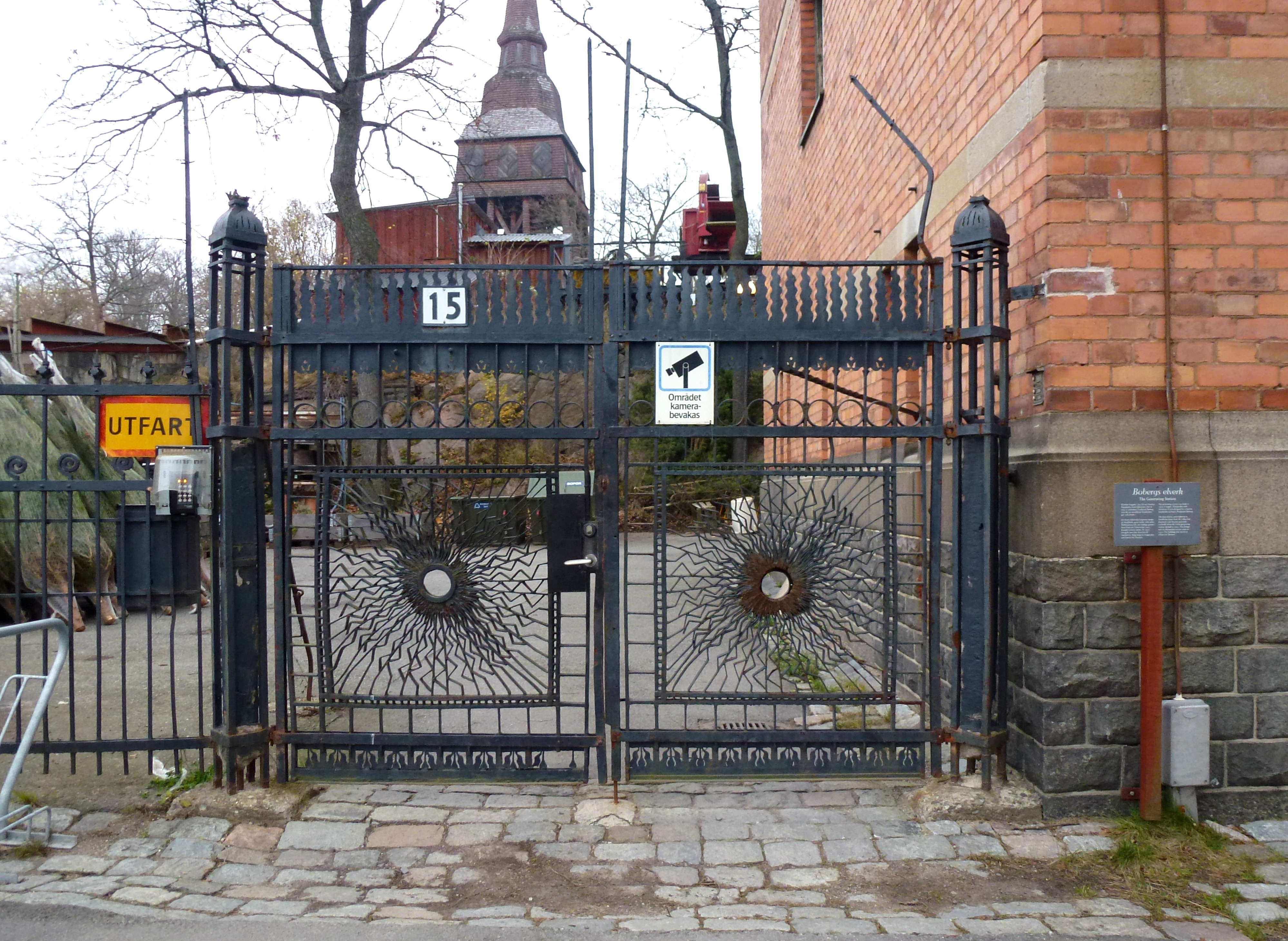